# Believe (album Dima Bilan)
Believe è il quinto album del noto artista russo Dima Bilan e prende il nome dalla canzone vincitrice dell'Eurovision di Belgrado 2008 , ovvero Believe, che consacra la prima vittoria della Russia nella manifestazione musicale europea. Nell'album sono contenute 14 canzoni più 3 remix. Esiste anche una versione bonus dell'album che contiene i video ufficiali di 4 canzoni.

## Canzoni
- Automatic Lady
- Don't Leave
- Amensia
- Number 1 Fan
- Believe
- Lonely
- Mistakes
- Lady
- Anything 4 Love
- Porque aun te amo
- In circles
- Take me with you
- Lady Flame
- Beetween the sky and heaven
- Eto Bila Lubov (Remix)
- Lady(Voguesound Remix)
- Lady (Opera Club Remix)

## Bonus Video per le edizioni Limitate dell'album
- Number 1 Fan
- Believe
- Lonely
- Lady